# She Even Woke Me Up to Say Goodbye
Albums de Jerry Lee Lewis
The Golden Cream of the Country
(1970) A Taste of Country
(1970)
She Even Woke Me Up to Say Goodbye est un album de Jerry Lee Lewis, enregistré sous le label Mercury Records et sorti en 1970.

## Liste des chansons
1. Once More with Feeling (Kris Kristofferson/Shel Silverstein)
2. Workin' Man Blues (Merle Haggard)
3. Waiting for a Train (en) (Jimmie Rodgers)
4. Brown Eyed Handsome Man (Chuck Berry)
5. My Only Claim to Fame (Glenn Sutton (en))
6. Since I Met You Baby (Ivory Joe Hunter)
7. She Even Woke Me Up to Say Goodbye (Mickey Newbury/Doug Gilmore)
8. Wine Me Up (Eddie Crandall/Faron Young)
9. When the Grass Grows Over Me (Don Chapel)
10. You Went Out of Your Way (To Walk on Me) (Paul Craft)
11. Echoes (Cecil Harrelson/Linda Gail Lewis)

## Source de la traduction
- (en) Cet article est partiellement ou en totalité issu de l’article de Wikipédia en anglais intitulé « She Even Woke Me Up to Say Goodbye (album) » (voir la liste des auteurs).